# بخش کنداگان
بخش کنداگان (به انگلیسی: Kondagaon district) یک منطقهٔ مسکونی در هند است که در Bastar Division واقع شده‌است. بخش کنداگان ۷٬۷۶۸ کیلومتر مربع مساحت و ۵۷۸٬۳۲۶ نفر جمعیت دارد.